# Parafia Przemienienia Pańskiego w Siemieniu
Parafia Przemienienia Pańskiego w Siemieniu – parafia rzymskokatolicka w Siemieniu.
Parafia erygowana w 1934. Obecny kościół parafialny murowany, wybudowany w 1974-1976.
Terytorium parafii obejmuje: Sewerynówkę, Siemień, Tulniki, Władysławów oraz Wolę Tulnicką.